# Olesja Belugina
Olesja Vladimirovna Belugina (in russo Олеся Владимировна Белугина?; 2 gennaio 1984) è un'ex ginnasta russa, specializzata nella ginnastica ritmica.

## Palmarès

### Olimpiadi
- 1 medaglia:
  - 1 oro (Atene 2004 nel concorso a squadre)